# Badovac
Badoc en albanais et Badovac en serbe latin (en serbe cyrillique : Бадовац) est une localité du Kosovo située dans la commune/municipalité de Pristina, district de Pristina (Kosovo) ou district de Kosovo (Serbie). Selon le recensement kosovar de 2011, elle compte 15 habitants, tous albanais.
Selon le découpage administratif kosovar, elle fait partie de la commune/municipalité de Gračanica/Graçanicë.

## Démographie

### Évolution historique de la population dans la localité
| 1948 | 1953 | 1961 | 1971 | 1981 | 1991 | 2011 |
| ---- | ---- | ---- | ---- | ---- | ---- | ---- |
| 116  | 186  | 671  | 280  | 302  | 413  | 15   |

|  |